# Campagna d'Egitto
Per campagna d'Egitto si intendono l'insieme delle operazioni militari svolte in Egitto e Siria nel periodo 1798-1801 iniziate con lo sbarco ad Alessandria dell'Armata d'Oriente francese guidata dal generale Napoleone Bonaparte, che riuscì a sgominare la resistenza dei mamelucchi e a conquistare l'Egitto. Tuttavia, dopo la distruzione della flotta francese nella battaglia navale di Abukir, le truppe francesi si trovarono isolate in Oriente ed anche l'invasione della Siria condotta dal generale Bonaparte, dopo alcuni successi, terminò con un fallimento a San Giovanni d'Acri.
Dopo questi avvenimenti, il generale Bonaparte decise nell'estate 1799 di cedere il comando al generale Jean-Baptiste Kléber e ritornare in Francia, dove era in corso la guerra della seconda coalizione e dove la situazione politica era poco chiara. L'Armata d'Oriente continuò a resistere ancora fino all'estate 1801 quando fu infine costretta alla capitolazione il 30 agosto 1801 sotto gli attacchi dell'esercito turco e del corpo di spedizione britannico sbarcato in Egitto il 6 marzo 1801. Le truppe francesi poterono ritornare in patria.
La campagna d'Egitto, costellata da battaglie ed episodi celebri dell'epopea napoleonica, contribuì, nonostante il fallimento finale, ad accrescere la fama e il prestigio del generale Bonaparte ed ebbe grande importanza politica e culturale per la storia dell'Egitto e del Medio Oriente.

## Guerra alla Gran Bretagna in Oriente
(Dichiarazione del generale Napoleone Bonaparte nel 1798 al suo segretario Bourrienne)
Il 5 ventoso anno VI (23 febbraio 1798) il generale Napoleone Bonaparte, comandante in capo dell'"Armata d'Italia" incaricata di organizzare e condurre uno sbarco decisivo in Gran Bretagna per concludere vittoriosamente la guerra della Francia rivoluzionaria contro i britannici, presentò le sue conclusioni sulle prospettive reali di questa impresa. Il generale consigliava al Direttorio di rinunciare allo sbarco; le condizioni navali non sussistevano non essendo la flotta francese in grado di garantire la sicurezza della navigazione e la Royal Navy avendo raggiunto il predominio navale dopo aver distrutto la flotta spagnola nella battaglia di Capo San Vincenzo e quella olandese nella battaglia di Camperduyn. Anche il Direttorio temeva di perdere la sua armata più forte e il suo miglior generale mentre la situazione in Europa era ancora pericolosa e sussisteva il rischio di una ripresa della guerra contro le potenze continentali.

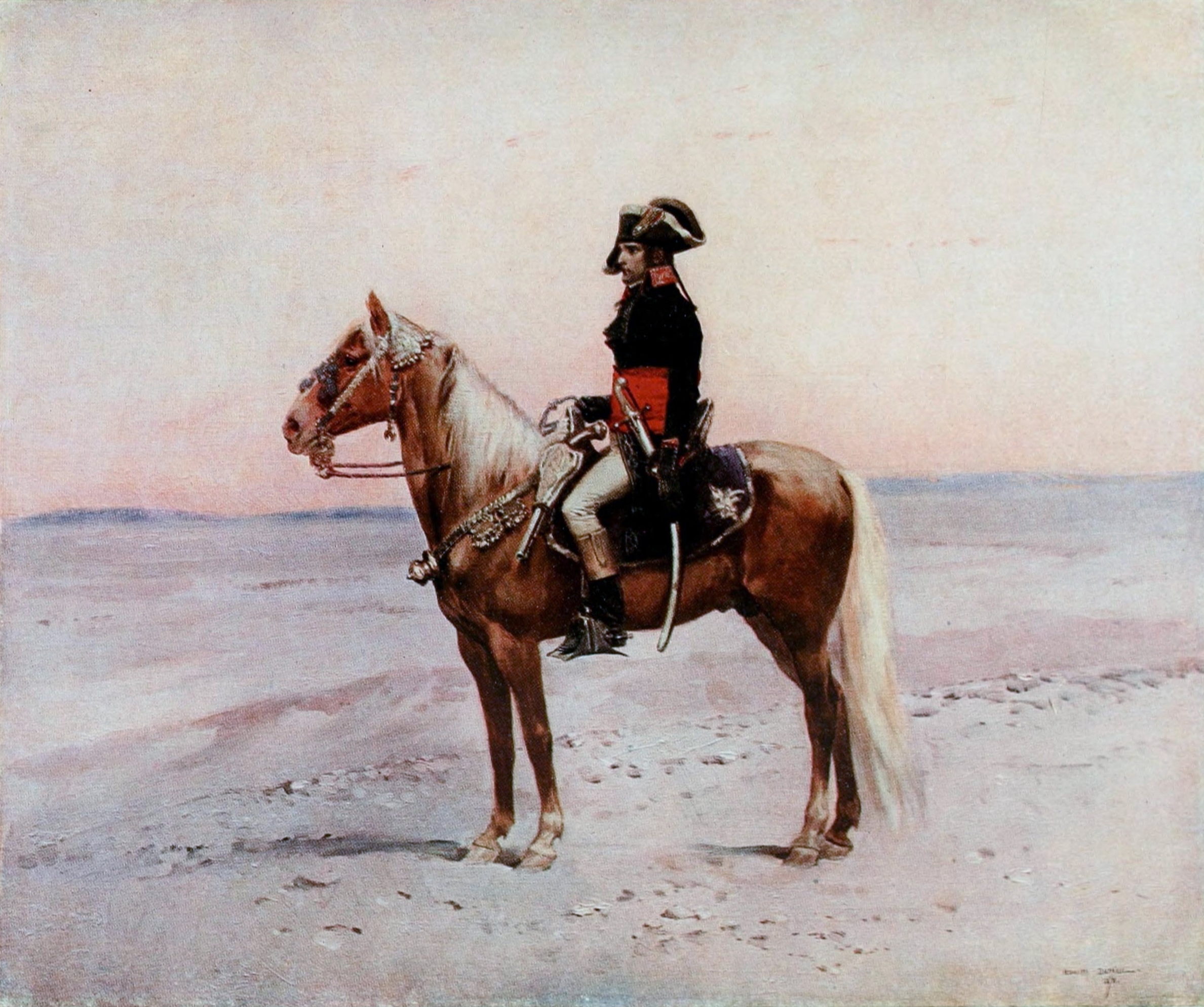
Il generale Napoleone Bonaparte in Egitto.

Dopo aver consigliato di rinunciare per motivi validi allo sbarco in Inghilterra, il generale Bonaparte presentava tre proposte alternative: si poteva considerare la possibilità di ricercare un accordo di pace con il nemico britannico, oppure impiegare l'Armée d'Italie contro l'Hannover; soprattutto egli proponeva sorprendentemente di organizzare un'audace spedizione in Oriente per conquistare l'Egitto, progetto che appariva dal punto di vista strategico-operativo ancor più temerario e arrischiato dello sbarco nelle isole britanniche.
Questo nuovo piano minacciava indirettamente l'impero coloniale britannico e rimetteva in gioco il predominio nel Mediterraneo; quindi avrebbe impedito ogni accordo con la Gran Bretagna; inoltre avrebbe potuto destabilizzare il precario Impero ottomano ed irritare fortemente l'Impero russo del nuovo zar Paolo I che manifestava propositi di espansione globale in Europa, in Oriente e nel Mediterraneo. Nonostante le implicazioni di grande importanza di questo ambizioso progetto, il Direttorio, verosimilmente anche desideroso di sbarazzarsi dell'ambizioso generale Bonaparte, non lo respinse. I dirigenti della Repubblica sembravano decisi a minacciare il predominio coloniale britannico ed a costringere la potenza rivale a cedere.
In realtà il generale Bonaparte aveva manifestato le sue ambiziose mire orientali già durante il corso della campagna d'Italia; egli aveva preteso per la Francia il possesso di Ancona, Corfù e le Isole Ionie, importanti punti di appoggio verso il Mediterraneo orientale; aveva mostrato interesse per Malta, aveva inviato emissari al Pascià di Giannina, Alì di Tepeleni. Il giovane generale sperava di poter ripercorrere le favolose orme di Alessandro Magno e di poter realmente vivere l'avventura orientale già idealizzata grazie alle letture giovanili. Egli aveva illustrato i suoi piani e i suoi grandiosi obiettivi orientali all'amico e luogotenente Jean-Andoche Junot e al segretario personale Louis Antoine Bourienne, a cui aveva comunicato la sua ferma decisione di andare in Oriente per accrescere la sua gloria e la sua fama, che avrebbero potuto soffrire nel caso in cui fosse rimasto inattivo in Europa.
Il nuovo piano proposto dal generale Bonaparte non sorprese realmente il Direttorio; l'obiettivo dell'Egitto e dell'Oriente non era nuovo per la politica estera della Francia fin dall'epoca delle Crociate. L'Egitto era stato legato commercialmente da secoli a Marsiglia. I rappresentanti francesi a Costantinopoli, ancor prima della Rivoluzione, aveva presentato complesse pianificazioni per una espansione verso l'Egitto per minare la solidità dell'Impero ottomano. Durante le guerre franco-britanniche del Settecento, la Monarchia aveva progettato di attaccare i "tiranni del mare" in Asia, attraverso Suez, per poi marciare sull'India.
Dopo la Rivoluzione il girondino Jacques Pierre Brissot aveva proposto irrealistici progetti di suddivisione del pianeta e di sconvolgimento dell'equilibrio mondiale delle potenze mediante l'espansione in Oriente e la conquista di Costantinopoli; già Gottfried Wilhelm von Leibniz aveva consigliato a Luigi XIV di occupare l'Egitto. In tempi più recenti il console in Egitto Charles Magallon aveva illustrato la debolezza dell'autorità ottomana, l'inettitudine dei mamelucchi, la casta militare che dominava il Paese, e si era detto convinto della facilità della conquista. Il Direttorio mirava inoltre ad aprirsi la strada verso la Persia, l'Afghanistan e soprattutto l'India dove Tippoo Sahib teneva in scacco i britannici nel Mysore. In questo senso l'impresa poteva servire a mettere in grave difficoltà la Gran Bretagna e costringerla a trattare la pace, organizzando eventualmente una spartizione dell'Impero ottomano.

## Conquista dell'Egitto

### Organizzazione della spedizione
Salpato da Tolone il 19 maggio, Napoleone all'inizio della campagna occupò Malta, togliendola ai Cavalieri di San Giovanni con l'accordo di resa del 12 giugno. Quindi sbarcò in Egitto eludendo il controllo della Royal Navy e prese Alessandria il 1º luglio 1798.

### Battaglia delle piramidi

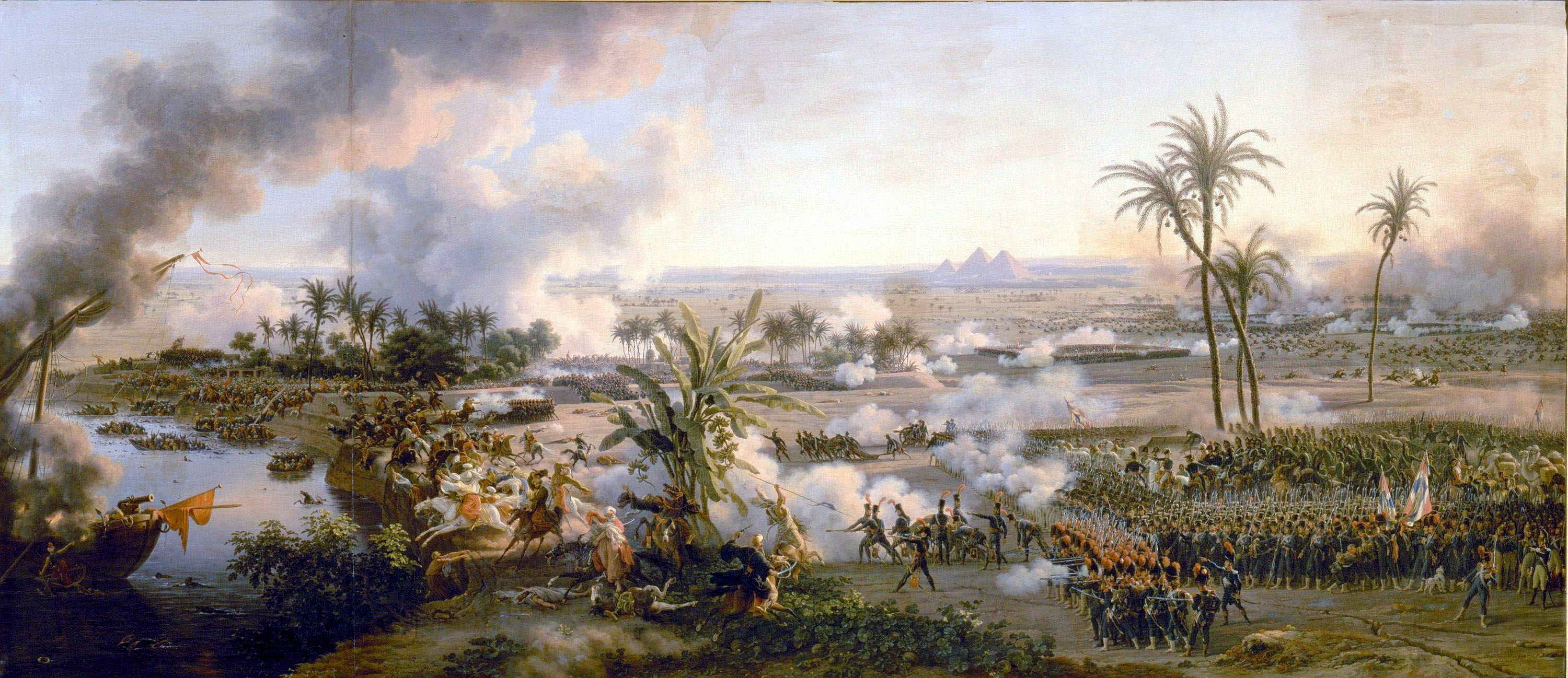
La battaglia delle piramidi, barone Louis-François Lejeune, 1808.

Dopo essere sbarcato sulle coste dell'Egitto, la prima battaglia che ebbe a combattere fu quella contro i neo-Mamelucchi, discendenti dell'antica casta guerriera che aveva governato Egitto, Siria e parte dell'Arabia dalla fine del periodo ayyubide alla sconfitta per mano ottomana del 1517.
Un primo scontro ebbe luogo il 13 luglio 1798 a Shubra Khit contro le forze di Murad Bey, governatore dell'Egitto per conto del sultano, e le forze egiziane ebbero la peggio, persero circa un migliaio di uomini.
Il secondo scontro avvenne a circa 6 chilometri dalle piramidi di Giza. L'armata francese contava in quel momento su 25000 uomini per la maggior parte di fanteria contro una forza eterogenea (mamelucchi, egiziani, beduini ed altri arabi) circa 10/12000 cavalieri, la vittoria volse al moderno esercito francese e per la presenza di artiglieria.
Gli uomini si disposero a quadrato faccia al nemico: tale tattica, già utilizzata a Shubra Khit, consentì di proteggere le provviste e gli armamenti mentre i soldati potevano sparare in ogni direzione contro l'esercito rivale, il cui nerbo era costituito dalla cavalleria. Questo si difese con grande energia, ma molti soldati abbandonarono i ranghi a causa degli spaventosi massacri operati dai cannoni francesi. Alla fine, tra i francesi si contarono circa 300 morti, mentre da parte degli egiziani si ebbero circa 6000 perdite.

### Nelson e la battaglia del Nilo

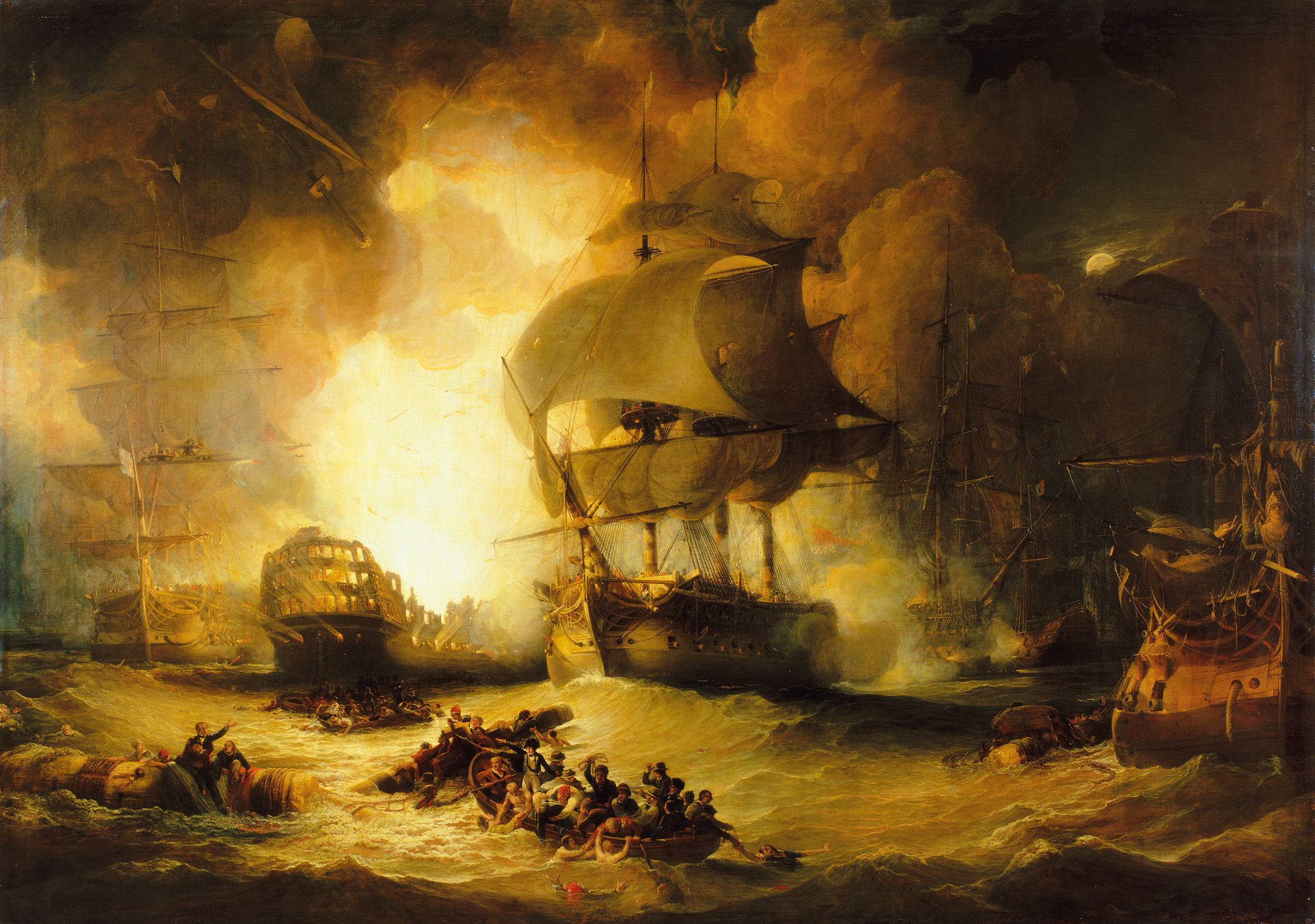
La distruzione de L'Orient nella battaglia del Nilo, di George Arnald.

Mentre sulla terra si dimostravano nettamente superiori i francesi, la Royal Navy operò per compensare la situazione sul mare. Le navi che avevano trasportato Bonaparte ed il suo esercito erano ritornate di nuovo in Francia, ma una flotta di navi da guerra sosteneva l'esercito lungo la costa. Il 1º agosto i britannici scoprirono questa flotta all'ancora, in posizione protetta, nella baia di Abukir.
I francesi credettero di poter essere attaccati soltanto da un lato, essendo l'altro protetto dalla spiaggia, ma la flotta britannica, al comando di Horatio Nelson, riuscì ad insinuarsi fra le navi dei francesi prendendole così tra due fuochi. Tutte le navi francesi, eccetto due, vennero catturate o distrutte. Solamente il Guillaume Tell, con il contrammiraglio Pierre Charles Silvestre de Villeneuve, e il Généreux riuscirono a fuggire. Il Guillaume Tell fu catturato dopo pochi giorni nel corso della conquista di Malta da parte dei britannici. La sconfitta venne attribuita all'incapacità dell'ammiraglio francese François-Paul Brueys D'Aigalliers, morto nel corso della battaglia.
Le navi francesi erano a corto di uomini di equipaggio, gli ufficiali demoralizzati e l'attacco di Nelson avvenne di sorpresa. Le perdite nel corso della battaglia furono di 250 britannici e 1700 francesi. Bonaparte subì una dura lezione in quanto la sua meta di fortificare la posizione francese nel Mar Mediterraneo fu frustrata, ma il suo esercito riuscì nondimeno a consolidare il potere in Egitto, anche se dovette affrontare continue sollevazioni nazionalistiche.

## Campagna di Siria

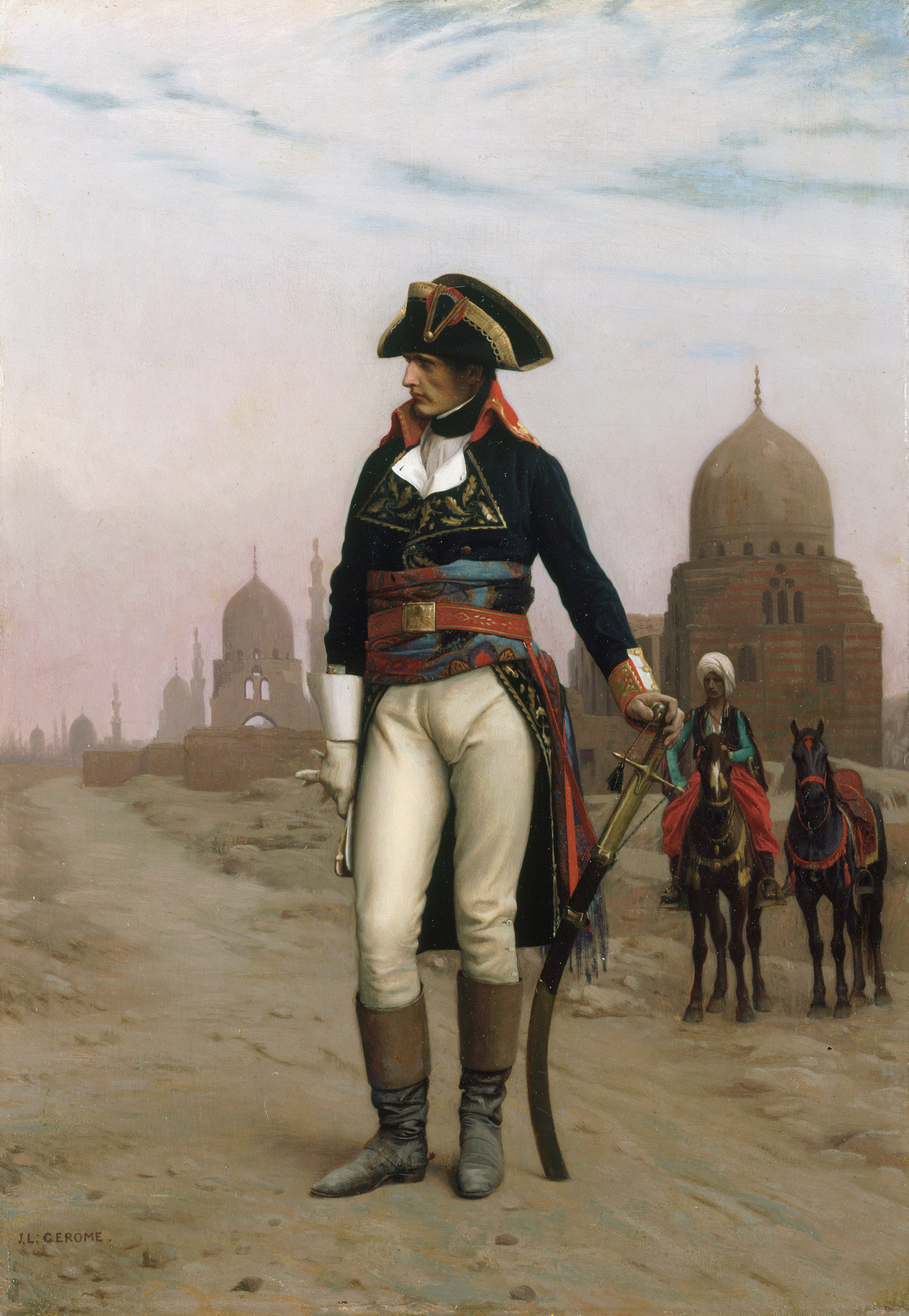
Il generale Bonaparte, soprannominato in Egitto "sultano El Kebir", "il grande condottiero".

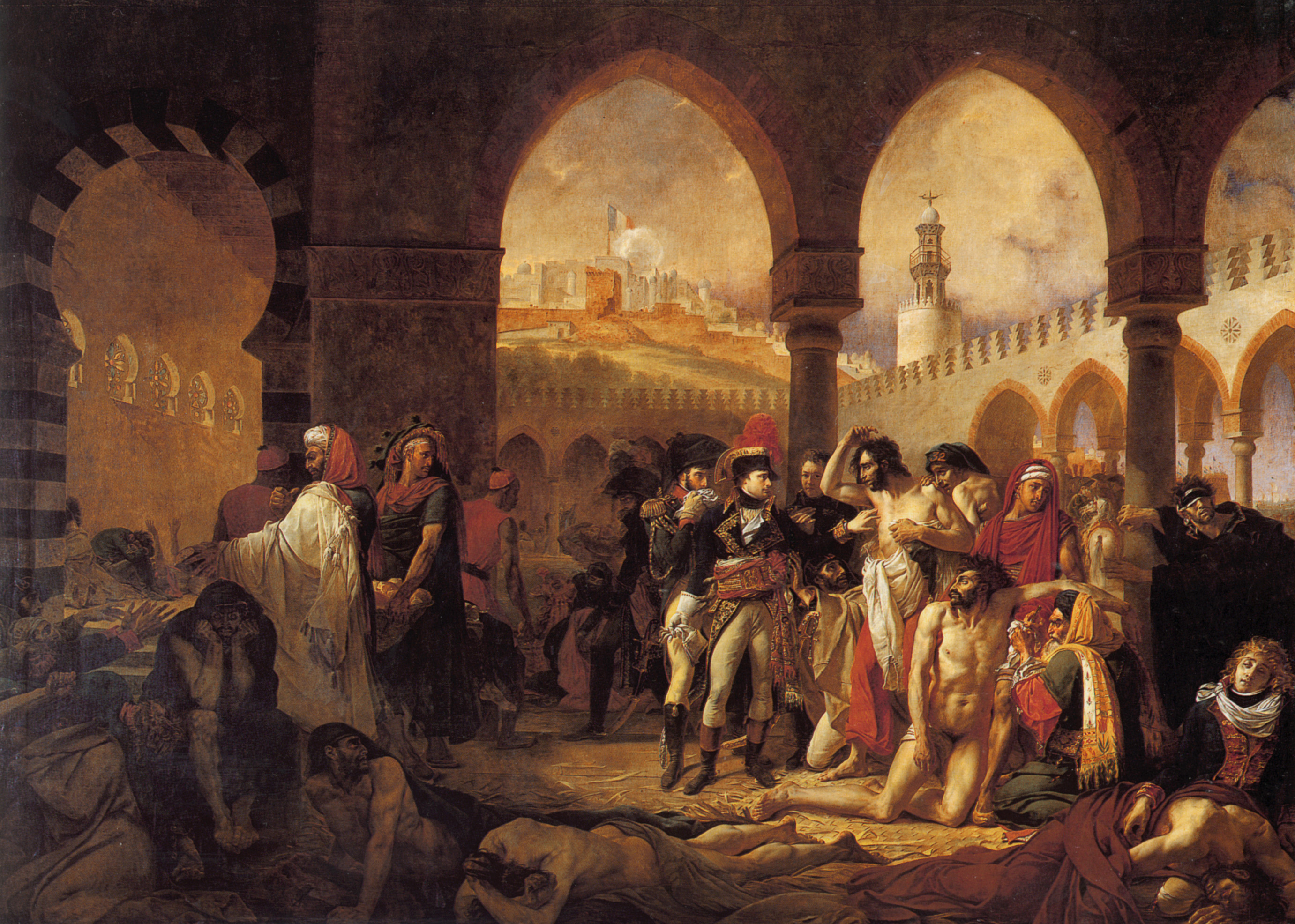
Napoleone visita i feriti a Giaffa, di Antoine-Jean Gros

### Le battaglie contro gli ottomani e la sconfitta ad Acri
Dopo che ad Istanbul si diffuse la notizia che la flotta inglese aveva distrutto quella francese nella battaglia del Nilo, i turchi ottomani credettero che questo avrebbe rappresentato la fine di Napoleone. Il sultano Selim III decise pertanto di dichiarare guerra alla Francia e inviò due corpi d'armata in Egitto.
La prima armata, sotto il comando di Ahmad al-Jazzar Pascià, era costituita da circa 12000 uomini, ma Jazzar Pascià sapeva che avrebbe avuto dei rinforzi da Damasco, Aleppo, Iraq (10000 uomini) e Gerusalemme (8000). La seconda armata, sotto il comando di Saʿīd Mustafa, pascià di Rumelia, si trovava a Rodi con circa 8000 uomini, ma Mustafà attendeva circa 42000 soldati provenienti da Albania, Istanbul, Anatolia e Grecia.
I turchi pianificarono due offensive contro Il Cairo: dalla Siria, attraverso il deserto, lungo la direttrice Salahiyye - Bilbays - al-Kanka e da Rodi, via mare, sbarcando ad Abukir nell'area della città portuale di Damietta.
Nel gennaio del 1799, Bonaparte apprese dei movimenti ostili dei turchi. Egli sapeva di non potersi difendere dall'attacco congiunto degli eserciti turchi e decise che la miglior difesa sarebbe stata quella di attaccare l'esercito della Siria. Una vittoria lì, gli avrebbe concesso più tempo per prepararsi adeguatamente ad affrontare la forza di Rodi.
Egli preparò così un esercito di circa 13000 uomini, organizzato in divisioni sotto il comando dei generali Reynier (2160 uomini), Kléber (2336), Bon (2449), Lannes (2938), una divisione di cavalleria leggera sotto il comando del generale Gioacchino Murat (900), una brigata di fanteria e cavalleria sotto il generale di brigata Bessières (400), una compagnia su dromedari (89), una di artiglieria sotto Dammartin (1387) e genieri e truppe di logistica sotto Caffarelli (3404). Ogni divisione di fanteria e cavalleria era dotata di 6 cannoni, che erano stati posti su delle navi nel porto di Damietta. L'esercito di Bonaparte, così costituito, lasciò l'Egitto, per raggiungere la Siria, il 5 febbraio del 1799.
A causa di Antoine de Phélippeaux, che era stato suo compagno e acerrimo rivale alla scuola militare reale di Parigi, egli non riuscì a conquistare la città fortificata di San Giovanni d'Acri e fu costretto a tornare in Egitto nel mese di maggio. Allo scopo di accelerare la ritirata, Bonaparte prese la decisione di uccidere i prigionieri ed abbandonare i feriti lungo la strada.

### Bonaparte torna in Francia

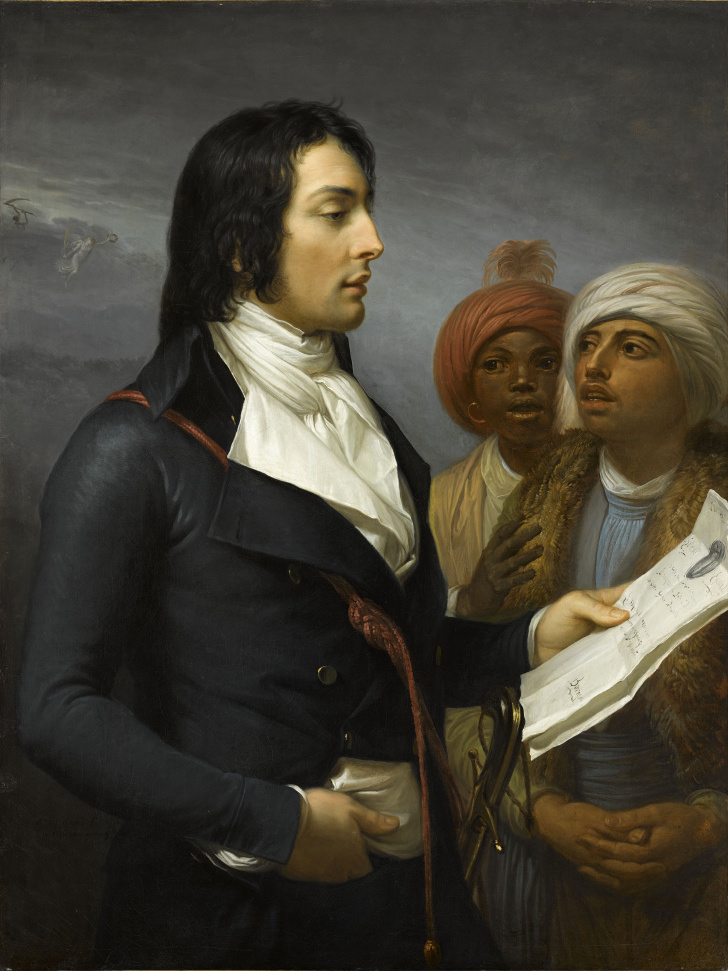
Il generale Louis Desaix, il "sultano El Adel", "il "sultano giusto", uno dei principali luogotenenti del generale Bonaparte.

Tornato in Egitto il 25 luglio, Bonaparte sconfisse l'invasione via mare degli Ottomani ad Abukir. Ciò riabilitò parzialmente la sua reputazione per la sconfitta navale dell'anno precedente. A seguito del languire della campagna egiziana e della situazione d'instabilità politica venutasi a creare in Francia, Napoleone abbandonò l'Egitto per rientrare a Parigi nell'agosto del 1799, lasciando l'esercito sotto il comando del maresciallo Kléber.
Alcuni dissero che sir William Sidney Smith ed altri comandanti britannici nel Mediterraneo aiutarono Bonaparte ad evadere il blocco navale della Royal Navy, nella convinzione che egli potesse aiutare i lealisti in Francia, ma non vi è alcuna conferma di quanto supposto.

## Epilogo

### Le ultime battaglie e la resa francese
Le truppe rimaste in Egitto, risentite contro Bonaparte e il governo per essere state abbandonate, ai primi dell'Ottocento pensarono di poter essere evacuate grazie ad un trattato che il generale Kléber stava negoziando con Smith. L'ammiraglio britannico Keith respinse invece questo trattato e inviò una flotta che trasportava 30000 Mamelucchi, contro Kléber, sbarcandoli ad Abukir.
I Mamelucchi vennero sconfitti nella battaglia di Héliopolis nel marzo del 1800 e Kléber riuscì a stroncare un'insurrezione al Cairo. Ma lo stesso Kléber venne assassinato nel giugno del 1800 da uno studente siriano ed il comando delle truppe francesi venne assunto dal generale Menou. Menou, sconfitto a Canopo (Alessandria) nel marzo 1801, si rifugiò ad Alessandria, tenendo il comando fino all'agosto del 1801, quando, sotto i continui attacchi delle forze britanniche e ottomane e la perdita di circa 13500 uomini, molti dei quali deceduti per malattia, fu costretto a capitolare ai britannici.
A seguito della resa, l'esercito francese fu rimpatriato su navi britanniche, insieme ad una quantità notevole di antichità egiziane.

## Spedizione scientifica

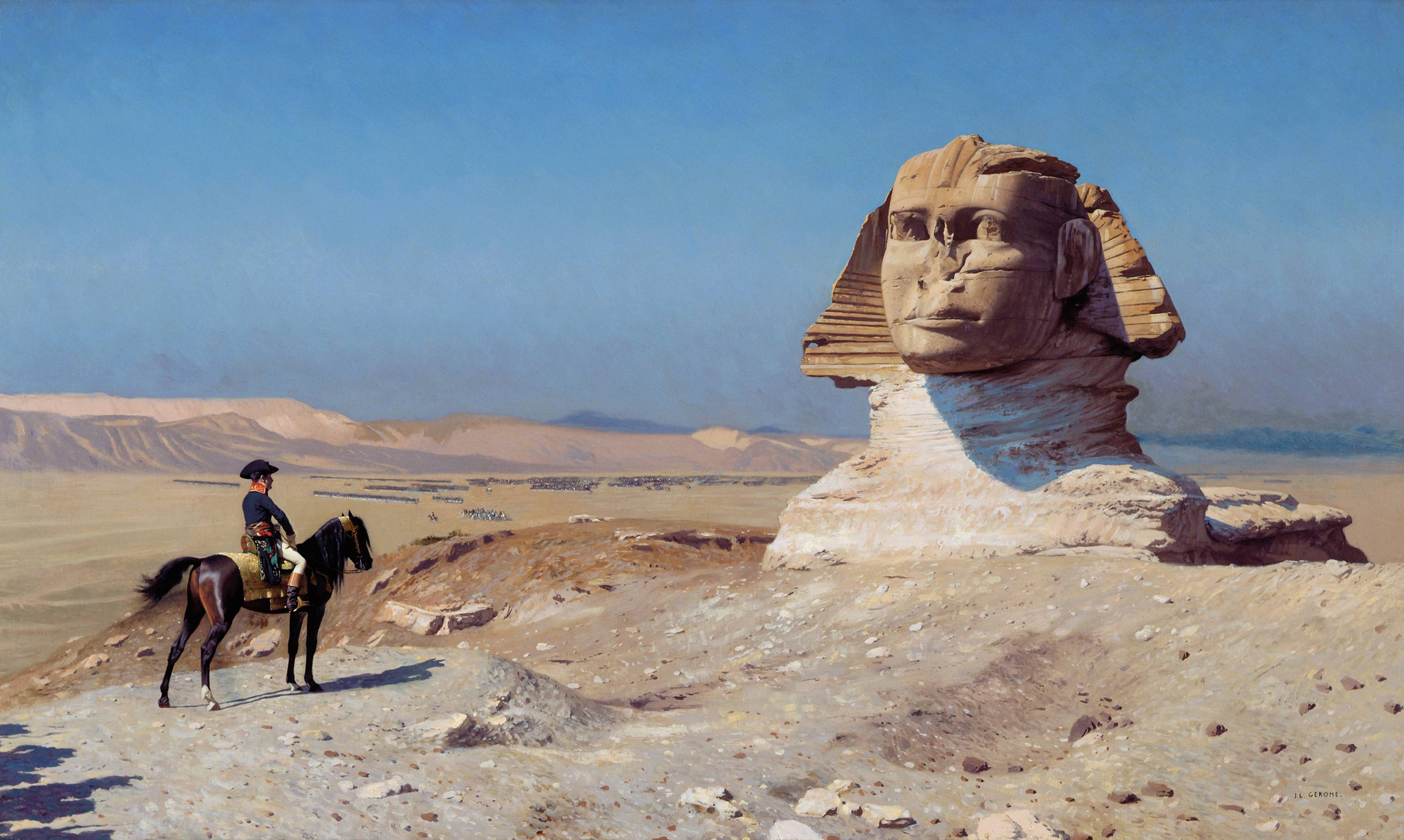
Bonaparte davanti alla Sfinge a Giza di Jean-Léon Gérôme

Un aspetto inusuale della spedizione egiziana fu l'aggregazione di un grande gruppo di studiosi alla forza francese d'invasione. Il gruppo fu costituito da oltre 160 studiosi, quasi tutti appartenenti alla Commission des Sciences et des Arts e fu guidato da Joseph Fourier che divenne anche il responsabile dell'Institut d'Égypte. Circa un terzo degli studiosi divenne poi membro di quest'ultimo istituto.
I resoconti dei lavori del gruppo scientifico spaziarono dalle esplorazioni archeologiche agli studi sulla storia naturale dell'Egitto e su fenomeni chimici e fisici, il tutto raccolto in 7000 pagine di memorie. Fra le tante scoperte fatte da questi scienziati, la più importante è sicuramente il ritrovamento della stele di Rosetta. Il gruppo degli scienziati era rinforzato da chimici, fisici, naturalisti che si occuparono di studi zoologici e botanici. Questo spiegamento di risorse intellettuali è considerato come un'indicazione di quanto Napoleone tenesse in gran conto l'era delle grandi civiltà della storia antica e secondo altri come una forma di propaganda populista per mascherare i motivi reali di una invasione imperialistica dell'Egitto, inoltre gli ingegneri, gli architetti, i matematici e così via servirono a Napoleone per costruire fortificazioni, strade e ponti ed altre opere utili per agevolare l'occupazione del territorio.
Il lavoro dei membri della Commissione produsse un'opera monumentale - una vera e propria enciclopedia - intitolata Description de l'Égypte, che ebbe due edizioni: la prima, quella imperiale, in 23 volumi pubblicati tra il 1808 e il 1813; la seconda (più pratica e meno lussuosa) pubblicata per sottoscrizione tra il 1820 e il 1830 da Charles Louis Fleury Panckoucke e detta per ciò "edizione Panckoucke", in 37 volumi.
In uno sforzo assolutamente senza successo di guadagnare l'appoggio del popolo egiziano, Bonaparte pubblicò anche dei proclami che lo dipingevano come un liberatore del popolo egiziano dall'oppressione ottomana, lodando i precetti dell'Islam.
Napoleone intuì l'importanza della scienza e secondo il memoriale di Fourier, il condottiero francese era consapevole della rilevanza della conquista dell'Egitto dal punto di vista dei rapporti mediterranei, con l'Africa e l'Asia e quindi l'obiettivo di ristrutturare l'agricoltura, di favorire le imprese commerciali, di portare in Africa esempi di industria europea ed infine di migliorare le condizioni di vita degli abitanti locali, era considerato irraggiungibile senza il contributo della scienza e delle arti tecniche.